# Furberos
Furberos es una localidad mexicana perteneciente al municipio de Coatzintla, en el estado mexicano de Veracruz. El sitio tuvo gran importancia en los comienzos y durante el desarrollo de la industria petrolera de México. En 1908 se construye una vía férrea que comunicaba a éste con el Puerto de Tuxpan, Veracruz la cual tomó el nombre de Cobos 
El servicio del Ferrocarril Cobos-Furbero fue inaugurado 16 de septiembre de 1908, por la compañía Oil Fields of Mexico, propiedad del empresario de origen inglés Percy N. Furber. Su cometido era operar como la única vía de comunicación entre esa zona selvática donde se mantenían operaciones petroleras y Cobos, localidad próxima al puerto de Túxpan, Veracruz. Anteriormente la región se caracterizaba por el próspero comercio de vainillla sin embargo, los caminos no eran adecuados para transportar petróleo. De esta manera se instalaron los primeros rieles de ferrocarril de la zona del norte de Veracruz. El ferrocarril dio paso al establecimiento de pequeñas poblaciones y asentamientos en su trayecto, de entre las que más tarde surgiría la actual ciudad de Poza Rica, Veracruz.  
Los restos de esta vía y la locomotora principal tipo Decauville se exponen en la ciudad mexicana de Poza Rica de Hidalgo, Veracruz lugar por el que transcurría dicha vía, como un referente de la fundación de la ciudad. 
El nombre de la localidad evoca al empresario Percy N. Furber y  rememora  la época de exploración de los primeros campos petroleros en la denominada Faja de Oro, a principios del siglo XX .